# JF-Fabriken

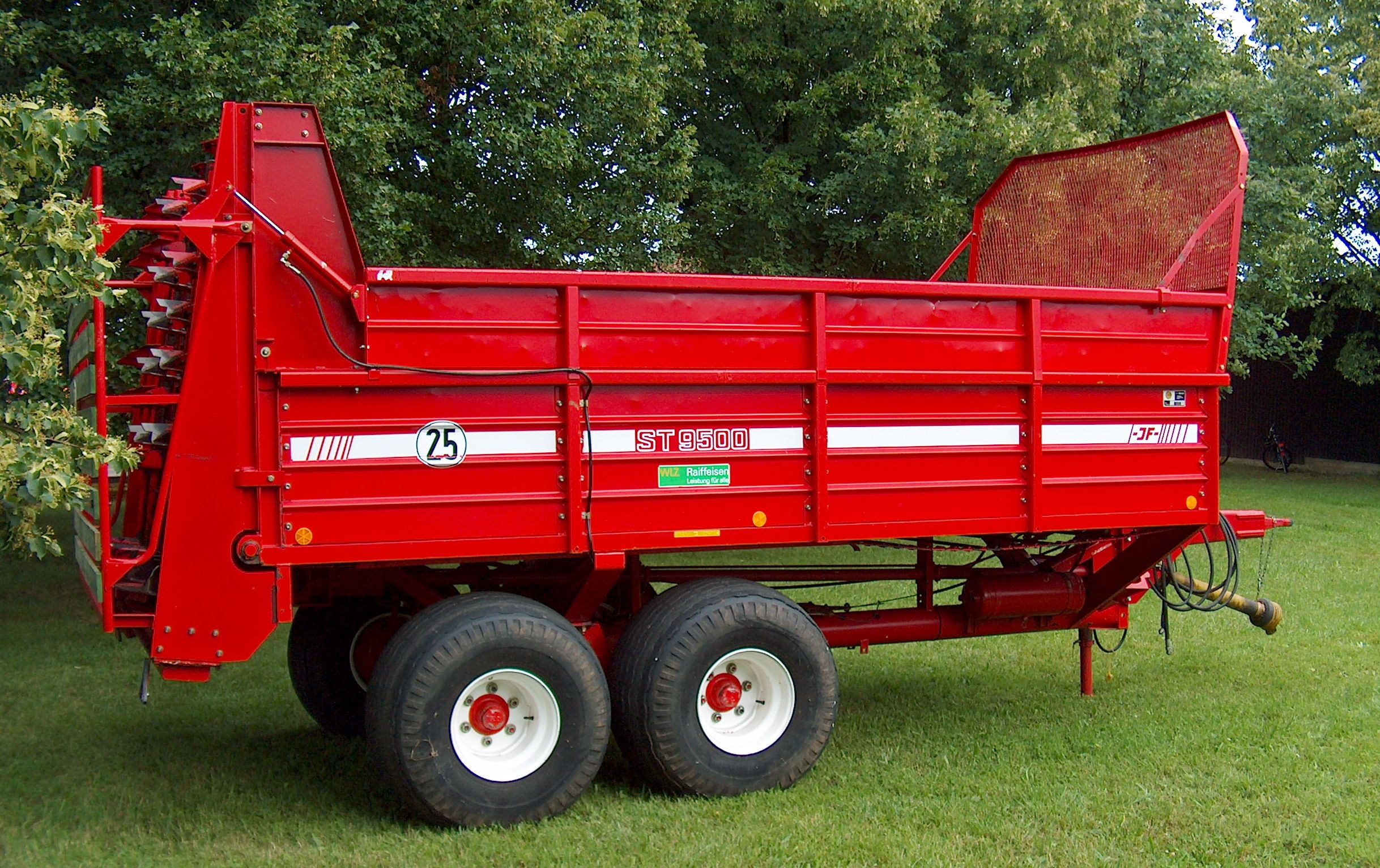
Rozrzutnik obornika JF ST9500

JF-Fabriken - J.Freudendahl A/S – były duński producent maszyn rolniczych z siedzibą w Sønderborg.

## Historia
- 1951 r. - firma zostaje założona przez Jensa Aksela Freudendahla[1]
- 1972 r. - właścicielem firmy staje się Freudendahl Invest A/S.
- 2005 r. - na targach Agritechnica zostaje zaprezentowana nowa marka JF-STOLL
- 2008 r. - przeniesienie produkcji maszyn zielonkowych z niemieckiej firmy Wilhelm Stoll Maschinenfabrik do duńskiej fabryki JF w Sønderborg
- 23 sierpnia 2011 - firma ogłasza bankructwo. Jej nowym właścicielem staje się Kongskilde Industries[2]
- 2015 r. - Kongskilde zamyka fabrykę w Sønderborg i przenosi produkcję do fabryki w Kutnie[3]